# Retiflustra schoenaui
Retiflustra schoenaui är en mossdjursart som beskrevs av Levinsen 1909. Retiflustra schoenaui ingår i släktet Retiflustra och familjen Flustridae. Inga underarter finns listade i Catalogue of Life.